# 밤의 다이아몬드
밤의 다이아몬드(Demanty noci, Diamonds of the Night)는 체코(구 체코슬로바키아)에서 제작된 얀 네메치 감독의 1964년 드라마, 전쟁 영화이다. 래디스라브 얀스키 등이 주연으로 출연하였다.

## 내용
나치스의 수용소로 보내는 호송열차에서 두 소년이 뛰어 내려 밤의 밀림으로 탈주를 기도한다. 천둥과 빗속을 소년들은 필사적으로 도주한다. 날이 밝은 뒤에 농가에 도착한 두 소년은 혼자서 집을 지키고 있는 주부(主婦)로부터 한 조각의 빵을 얻어 먹는다. 그런데 그녀가 나중에 탈주자를 경찰에 밀고하지는 않을까 하여 안전상 그녀를 죽여버릴까 하지만 두 사람은 결국 죽이지 못한다. 그녀가 결국 밀고했는지 두 사람은 농민자경단(農民自警團)의 추격에 쫓겨서 미친 사람과 같이 이리저리 도망다닌다. 체포가 된다면 두 사람은 군중들에게 괴로운 죽임을 당하거나 또는 경찰에 끌려가 사형을 받는 도리밖에 없다. 잔인한 추적자와 절망적인 도망자와의 대치상태로 영화는 끝난다.

## 감상
얀 니예메츠는 체코슬로바키아 영화계에서 가장 젊은 시대의 준재(俊才)로서 주목을 끌고 있다. <밤의 다이아몬드>는 그의 장편 처녀작이라고 해도 지나치지 않으나, 수법적인 면에서 본다면 프랑스의 누벨바그의 영향을 받으면서 지금까지 체코슬로바키아 영화의 약점인 양식적(樣式的)인 실험주의의 폐단을 완전히 탈피한 잔혹한 그대로의 리얼리즘을 지향하고 있다. 카메라를 자유분망하게 구사한 심리적인 영상(映像)의 기법(技法)이 그의 특징이라 할 수 있다.

## 출연

### 주연
- 래디스라브 얀스키
- 안토닌 쿰베라
- 일마 비쇼포바

### 조연
- 이반 아시츠
- 어거스트 비쇼프
- 조세프 고블리젝

## 제작진
- 원작자: 아르노스트 루스틱